# Willem Kaars Sijpesteijn
Willem Kaars Sijpesteijn (Krommenie, 1 oktober 1800 - Krommenie, 8 februari 1855) was een Nederlandse ondernemer en politicus uit de 19e eeuw.

## Jeugd en opleiding
Willem Kaars Sijpesteijn was het enige kind van Hendrik Sypesteyn en Bregje Kaars. Als twaalfjarige erfde hij van zijn grootvader Jan Kaars diens rolreder-activiteiten. Zijn bijnaam "Engelsche" Willem dankte hij aan een verblijf in Engeland, waar hij van zijn veertiende tot zijn zestiende voor studie verbleef. Kaars Sijpesteijn, die doopsgezind werd, was gehuwd met Cornelia Verhagen (1805-1881). Hij was de "stamvader" van het geslacht Kaars Sijpesteijn. Onder deze naam is de familie meer dan 175 jaar als fabrikant verbonden geweest met de industrie in de Zaanstreek.

## Krommenie en zeildoekweverij
Vanaf de Gouden Eeuw was de zeildoekweverij te Krommenie (met inbegrip van Krommeniedijk en de Horn) gedurende drie eeuwen een belangrijke bron van werkgelegenheid. Krommenie was het centrum van deze bedrijfstak in Nederland. De kwaliteit van het Hollandse zeildoek uit Krommenie was internationaal befaamd. In 1851 stonden in Krommenie, dat toen ongeveer 2500 inwoners had, 434 weefgetouwen, die samen 20.588 rollen zeildoek produceerden. In die tijd waren nog acht rolreders actief (in heel Nederland dertien). Het piekjaar voor Krommenie was 1725 met 33.272 rollen en 41 rolreders (Nederland 58). Een 17e-eeuws weefgetouw, geschonken door Firma P.H. Kaars Sijpesteijn, is te zien in het Zuiderzeemuseum te Enkhuizen.

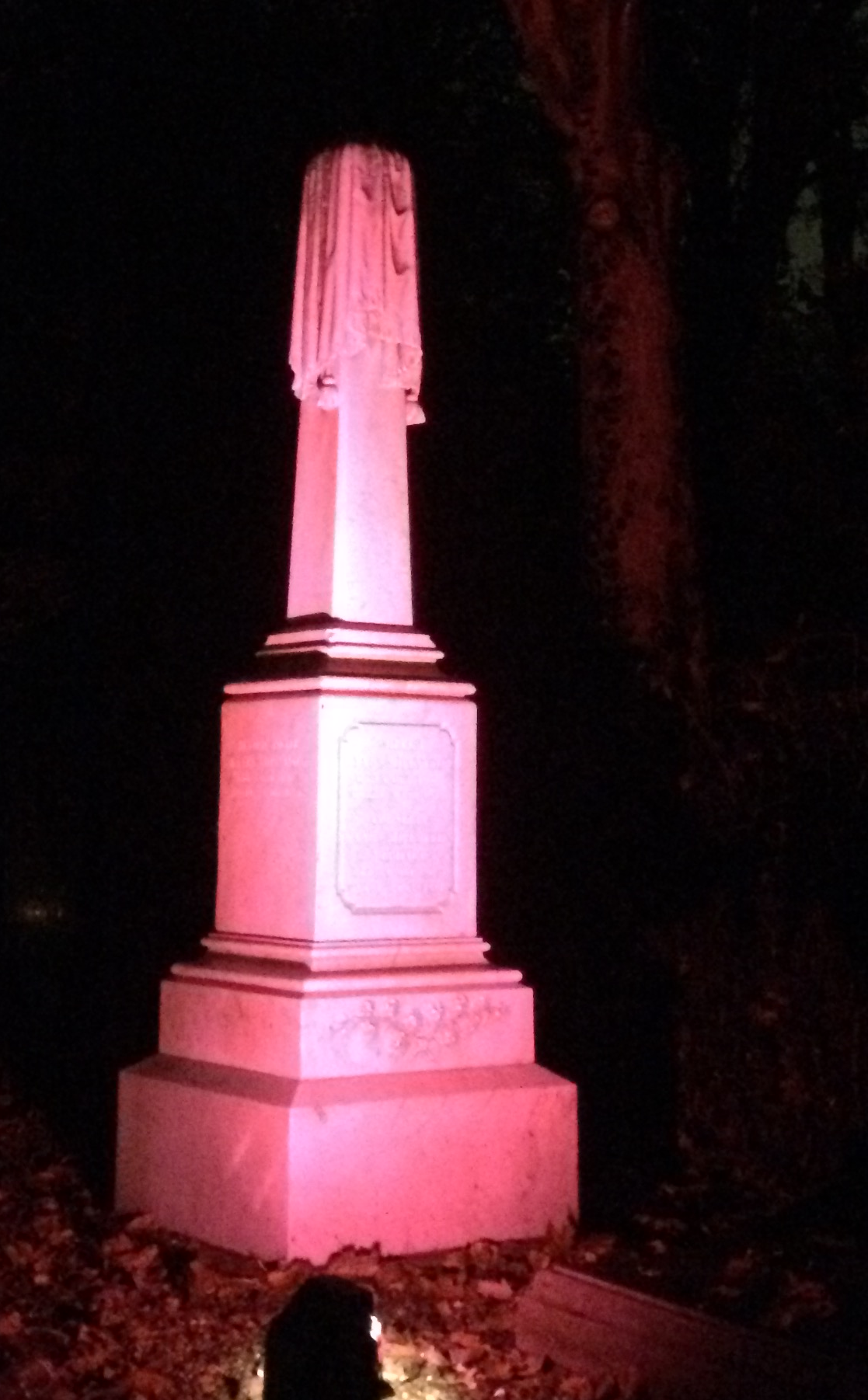
Grafmonument in Krommenie (nachtopname)

## Werkzaamheden
Als ondernemer was Kaars Sijpesteijn bij verschillende activiteiten betrokken:
- Met 109 weefgetouwen onder zijn beheer in 1851 was hij de belangrijkste rolreder van die tijd.
- Kaars Sijpesteijn was ook scheepsreder. Met zijn zonen Pieter Hendrik en Brechtus behoorde de familie tot de grootste reders in Nederland.
- Met Albert Vis was hij in 1845 medeoprichter van de Zaanlandsche Assurantie Maatschappij.
- In datzelfde jaar verwierf hij de oliemolen De Vrede.

## Nevenactiviteiten
Kaars Sijpesteijn vervulde diverse bestuurlijke taken:
- 1832-1850 lid gemeenteraad Krommenie
- 1845-1855 lid Provinciale Staten Noord-Holland
- 1848 buitengewoon lid van de Tweede Kamer (gematigd of moderaat liberaal)
- 1849-1855 lid Gedeputeerde Staten Noord-Holland

Als parlementariër voerde Kaars Sijpesteijn, als lid van de Dubbele Kamer, het woord bij de algemene beschouwingen over de Grondwetsherziening van 1848. Hij stemde vóór alle voorstellen.